# Usson-du-Poitou
 Usson-du-Poitou  es una población y comuna francesa, situada en la región de Poitou-Charentes, departamento de Vienne, en el distrito de Montmorillon y cantón de Gençay.

## Demografía
| 1822 | 1680 | 1437 | 1374 | 1439 | 1367 |
| Para los censos de 1962 a 1999 la población legal corresponde a la población sin duplicidades (Fuente: INSEE [Consultar]) |      |      |      |      |      |